# 4e étape du Tour d'Italie 2008

La quatrième étape du Tour d'Italie 2008 s'est déroulée le 13 mai entre Pizzo Calabre et Catanzaro.

## Profil
Après trois étapes en Sicile, le Giro arrive sur le continent. Disputée sur 183 kilomètres entre Pizzo et Catanzaro, cette quatrième étape joint la mer Tyrrhénienne à la mer Ionienne en traversant la Calabre.
De manière analogue à la veille, l'étape débute par une ascension qui emmène les coureurs à 1353 mètres d'altitude au Passo di Pietra Spada (kilomètre 64). La descente rejoint la côte à Monasterace. Le trajet bifurque ensuite vers le nord vers Catanzaro puis s'éloigne légèrement du littoral pour franchir une dernière petite difficulté à 16 kilomètres de l'arrivée avant de revenir en bord de mer.

## Récit
Le Belge Rik Verbrugghe, de l'équipe Cofidis, attaque seul dès le départ de la course. Son avance atteint 11 minutes à Monasterace. Conduit par les équipes des sprinters et la Liquigas, le peloton a ensuite réduit l'écart, à sept minutes à 40 kilomètres de l'arrivée, pour reprendre Verbrugghe dans la dernière côte, dans les rues de Catanzaro.
Les derniers kilomètres sont animés par une accélération de l'équipe Quick Step, préparant une attaque de Paolo Bettini, repris par les LPR Brakes de Danilo Di Luca. Le Team Milram prend alors le contrôle de la course pour préparer le sprint d'Erik Zabel. C'est cependant le vainqueur de la veille Daniele Bennati qui lance le sprint. Emmené dans le dernier kilomètre par Tony Martin, Mark Cavendish surgit à 200 mètres de la ligne d'arrivée, dépasse Bennati et résiste au retour de Robert Förster.
À 22 ans, Cavendish remporte sa première étape de grand tour, et sa cinquième victoire sur route de la saison.
Le sprint final a été marqué par la chute de Nick Nuyens (Cofidis), qui a entraîné celle de plusieurs autres coureurs. Évacué en ambulance sans avoir franchi la ligne d'arrivée, le coureur belge souffre d'une fracture de la clavicule et abandonne le Giro. Ses compatriotes Dominique Cornu (Silence-Lotto), tombé la veille, et Tom Stubbe (La Française des jeux), souffrant au tibia, quittent également la course,.

## Classement de l'étape
| \| 1. \| Mark Cavendish \| Team High Road \| en \| 4 h 49 min 09 s \| \| 2. \| Robert Förster \| Gerolsteiner \| + \| m.t. \| \| 3. \| Daniele Bennati \| Liquigas \| \| m.t. \| \| 4. \| Assan Bazayev \| Astana \| \| m.t. \| \| 5. \| Mirco Lorenzetto \| Lampre \| \| m.t. \| \| 6. \| Erik Zabel \| Team Milram \| \| m.t. \| \| 7. \| Robbie McEwen \| Silence-Lotto \| \| m.t. \| \| 8. \| Tony Martin \| Team High Road \| \| m.t. \| \| 9. \| Paolo Bettini \| Quick Step \| \| m.t. \| \| 10. \| Koldo Fernández \| Euskaltel-Euskadi \| \| m.t. \| |                  |                   |    |                 |
| 1. | Mark Cavendish   | Team High Road    | en | 4 h 49 min 09 s |
| 2. | Robert Förster   | Gerolsteiner      | +  | m.t.            |
| 3. | Daniele Bennati  | Liquigas          |    | m.t.            |
| 4. | Assan Bazayev    | Astana            |    | m.t.            |
| 5. | Mirco Lorenzetto | Lampre            |    | m.t.            |
| 6. | Erik Zabel       | Team Milram       |    | m.t.            |
| 7. | Robbie McEwen    | Silence-Lotto     |    | m.t.            |
| 8. | Tony Martin      | Team High Road    |    | m.t.            |
| 9. | Paolo Bettini    | Quick Step        |    | m.t.            |
| 10. | Koldo Fernández  | Euskaltel-Euskadi |    | m.t.            |

## Classement général
| \| 1. \| Franco Pellizotti \| Liquigas \| en \| 16 h 41 min 26 s \| \| 2. \| Christian Vande Velde \| Slipstream Chipotle \| + \| 1 s \| \| 3. \| Danilo Di Luca \| LPR Brakes \| \| 7 s \| \| 4. \| Morris Possoni \| Team High Road \| \| 8 s \| \| 5. \| Vincenzo Nibali \| Liquigas \| \| m.t. \| \| 6. \| Nicki Sørensen \| Team CSC \| \| 17 s \| \| 7. \| Kanstantsin Siutsou \| Team High Road \| \| 18 s \| \| 8. \| Paolo Savoldelli \| LPR Brakes \| \| 19 s \| \| 9. \| Andrea Noè \| Liquigas \| \| 22 s \| \| 10. \| Daniele Bennati \| Liquigas \| \| 24 s \| |                       |                     |    |                  |
| 1. | Franco Pellizotti     | Liquigas            | en | 16 h 41 min 26 s |
| 2. | Christian Vande Velde | Slipstream Chipotle | +  | 1 s              |
| 3. | Danilo Di Luca        | LPR Brakes          |    | 7 s              |
| 4. | Morris Possoni        | Team High Road      |    | 8 s              |
| 5. | Vincenzo Nibali       | Liquigas            |    | m.t.             |
| 6. | Nicki Sørensen        | Team CSC            |    | 17 s             |
| 7. | Kanstantsin Siutsou   | Team High Road      |    | 18 s             |
| 8. | Paolo Savoldelli      | LPR Brakes          |    | 19 s             |
| 9. | Andrea Noè            | Liquigas            |    | 22 s             |
| 10. | Daniele Bennati       | Liquigas            |    | 24 s             |

## Classements annexes
| Classement             | Coureur         | Total            |
| ---------------------- | --------------- | ---------------- |
| Points                 | Daniele Bennati | 45 pts           |
| Montagne               | Emanuele Sella  | 9 pts            |
| Sprints Intermédiaires | Jérémy Roy      | 11 pts           |
| Équipe                 | Liquigas        | 49 h 11 min 24 s |
| Équipe par points      | Gerolsteiner    | 74 pts           |
| Jeune                  | Morris Possoni  | 16 h 41 min 34 s |
| Échappée               | Jérémy Roy      | 263 km           |
| Combativité            | Daniele Bennati | 13 pts           |